# Platystele lehmannii
Platystele lehmannii är en orkidéart som beskrevs av Carlyle August Luer. Platystele lehmannii ingår i släktet Platystele och familjen orkidéer. Inga underarter finns listade i Catalogue of Life.